# Vallères
Vallères (früher auch Avalleria und in Urkunden Valès-sur-Touraine genannt) ist eine französische Gemeinde im Département Indre-et-Loire in der Region Centre-Val de Loire mit einer Fläche von 1466 Hektar und 1.339 Einwohnern (Stand 1. Januar 2022). Der Ort liegt auf einer Hochebene in einer Höhenlage von 81 m zwischen der Loire und ihrem Nebenfluss Indre unweit des Flüsschens Vieux Cher und ist von Wäldern und Weinbergen umgeben. Die Entfernung zu der Stadt Tours im Osten beträgt 26 km. Das Gemeindegebiet ist Bestandteil des Regionalen Naturparks Loire-Anjou-Touraine.

## Geschichte
Archäologische Funde in den Fluren Boissières und La Salle zeugen von einer Besiedlung in gallo-römischen und merowingischen Zeiten. Die ersten Behausungen entstanden am Fuße des Hanges in der Nähe des Loireufers, wo Grotten und Höhlenwohnungen zu finden sind. Später war Vallères ein von Villandry abhängiges Lehen, die Kirche gehörte der Abtei Saint-Julien in Tours.

## Bevölkerungsentwicklung
| Jahr                       | 1962 | 1968 | 1975 | 1982 | 1990 | 1999 | 2010 | 2018 |
| Einwohner                  | 561  | 591  | 560  | 624  | 699  | 779  | 1128 | 1279 |
| Quellen: Cassini und INSEE |      |      |      |      |      |      |      |      |

## Sehenswürdigkeiten
- Kirche Saint-Médard (Kirchturm und Sakristei 12. Jahrhundert, spätgotischer Chor 14. Jahrhundert, Kirchenschiff 1852/62 erneuert)
- Ruinen des befestigten, ursprünglich durch in den Felsen gehauene Gräben und zwei Zugbrücken gesicherten Schlosses Fouchault (15. Jahrhundert), das 1830 dem Bau der Straße von Tours nach Saumur weichen musste und größtenteils abgerissen wurde.
- Manoir du Vau (16. Jahrhundert)
- Manoir de l'Artivière (18./19. Jahrhundert)

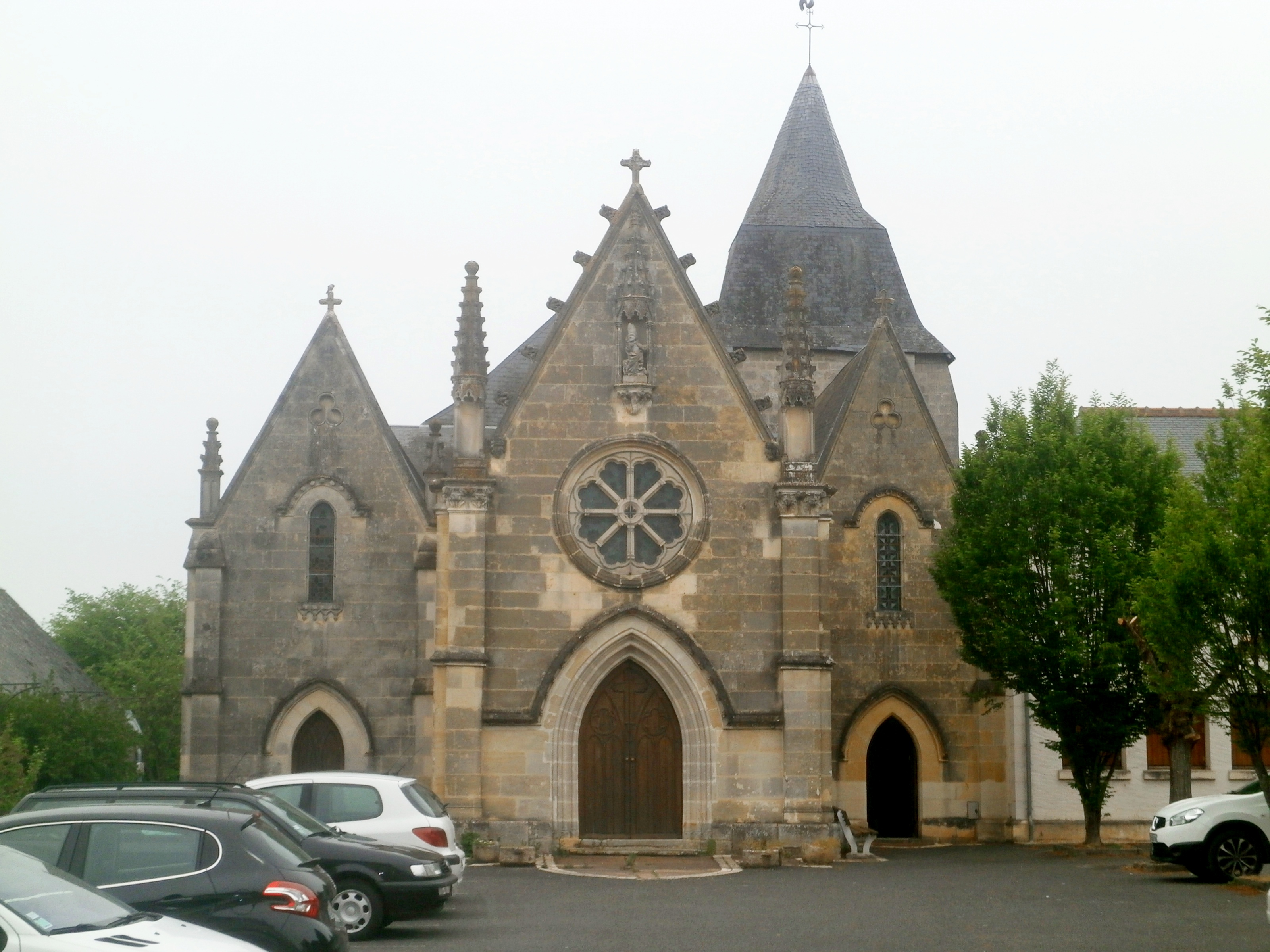
Kirche Saint-Médard
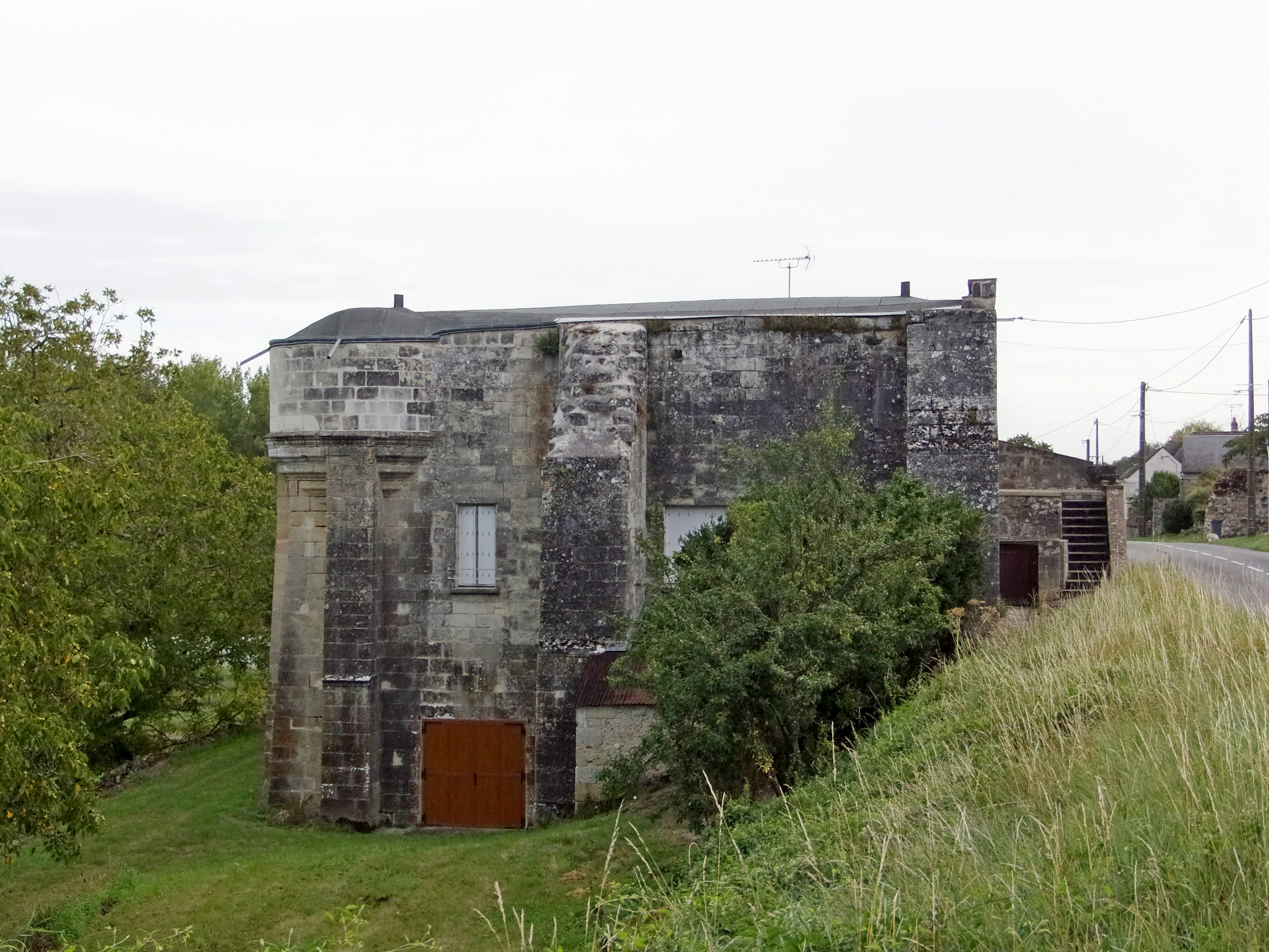
Reste des Schlosses Fouchault

## Wirtschaft
Erwerbsquellen sind, wie fast überall im sogenannten „Garten der Touraine“, der Anbau von Wein, Obst und Gemüse, sowie von Kresse, außerdem die Schweinezucht. Am Ort ansässig sind eine Brennerei und ein Sägewerk.

## Veranstaltungen
Das Fest der Bruderschaft der Winzer oder „Confrérie de Saint-Vincent“ findet alljährlich am ersten Sonntag im Februar statt, das sogenannte Fest der Esskastanien und Wildgänse, oder „Fête des chataignes et bernaches“ am 3. Sonntag im Oktober, das Gemeindefest etwa von Mitte Juli bis Mitte August in Fouchault.